# Haste the Day
Haste the Day — христианская металкор группа, основанная в Индианаполисе (штат Индиана) в мае 2001 года. Группа получила название из гимна «It Is Well with My Soul». В 2010 группа заявила о распаде, и после туров в начале 2011 группа распалась. Затем, в 2014 году группа вновь собралась в полном составе (из 9 человек), и выпустила последний Coward в мае 2015 года. В 2016 группа снова распалась. И уже в 2023 воссоединилась, чтобы сыграть в туре Furnace Fest. За всё время группа выпустила 6 альбомов, 1 концертный альбом и 2 сборника.

## История

### Создание и первые 2 релиза (2001—2004)
Изначально группа состояла из трех человек, а именно; братьев Дэвина Чалка (барабаны) и Бреннана Чалка (ритм-гитара, вокал), а также Майка Мёрфи (бас-гитара). Спустя некоторое время, к группе присоединился соло-гитарист Джейсон Барнс, а ещё через некоторое время вокалист Джимми Райан. В таком составе, группа записывает летом 2002 года свой первый EP, а в октябре 2002 группа выпустила дебютный That They May Know You. Осенью 2003 года, группа начала запись своего дебютного альбома Burning Bridges.
В ноябре группа подписала контракт с лейблом Solid State. В том же месяце группа продемонстрировала список треков к будущему альбому.
9 марта 2004 года группа выпустила альбом, к которому позже вышли клипы, а именно на песни The Closet Thing To Closure и American Love. Гитарист Бреннан Чалк сказал, что альбом был записан в торопях.

### When Everything Falls и уход Джимми Райана (2005)
В январе 2005 года группа заявила о том, что они планируют начать запись нового альбома 7 февраля. Тогда же, группа начала запись своего нового альбома альбома — When Everything Falls. Изначально группа надеялась выпустить его 7 июня, но в итоге 28 июня 2005 группа выпустила альбом. Название альбома, как комментирует Бреннан, «для названия альбома мы взяли название трека When Everything Falls», а смысл альбома заключается в вере и том, чтобы оставаться сильным в тяжелые времена. Позже на одноименный трек был снят клип.
В конце 2005 вокалист Джимми Райан объявил о своём уходе из группы. Как он заявил, это было полностью добровольное решение. Своё последнее выступление он провёл в родном городе группы, Индианаполисе, 30 декабря 2005 года.

### Новый вокалист и Pressure The Hinges (2006—2007)
Оставшиеся участники группы продолжили продвижение к Европейскому туру «The Juliana Theory» с новым вокалистом Стивеном Кичем, участника основанной в Денвере христианской группы New Day Awakening. 23 февраля 2006 года группа заявила в пресс-релизе, что Кич их новый вокалист.
В конце мая и начале июня группа записала несколько демо записей к своему следующему альбому.
Летом группа отправилась в тур с August Burns Red, Scary Kids Scaring Kids и Inhale Exhale.
В сентябре того же года группа приступила к полноценной записи альбома. В декабре группа завершила запись, и 20 марта 2007 года вышел их третий Pressure The Hinges. К песне Stitches вышел клип чуть позднее, после выпуска альбома.
Позже было выпущено специальное издание с DVD. На самом альбоме находились 3 бонус-трека, а именно демо Chorus Of Angels, White Collar (называется как Sea Of Apathy), и трек In Memory. В самом DVD входили все клипы группы на тот момент, запись альбома, а также последнее выступление группы с Райаном, и видео с новым вокалистом Стивеном Кичем из тура «The Truth Tour» (с группами Bleeding Through, Between the Buried and Me, и Every Time I Die), и выходки за сценой.
После издания «Pressure the Hinges» и окончания «12 Days Of Christmas Tour» с Calico System, Heavy Heavy Low Low и Flee the Seen, группа начала другой тур вместе с From Autumn to Ashes и Maylene and the Sons of Disaster.

### Dreamer и увольнение Джеймса Барнса (2008—2009)
Запись своего нового альбома группа начала весной 2008 года. Во время записи, стало известно о том, что их гитарист, Джейсон Барнс, был уволен по той причине, что он отрекся от веры в бога. Увольнение вызвало негативную реакцию со стороны фанатов группы. Тем не менее, группа успела записать альбом с ним. Формально, Джеймс записал все песни для альбома до увольнения, но в буклете к альбому он никак не указан. Летом группа начала выпускать на свой MySpace некоторые песни, а именно 68, а уже осенью и Madman и Haunting. 14 октября 2008 года Dreamer был выпущен.
Джеймса Барнса заменял давний друг группы Дейв Крисл. Тогда он не был официальным участником, и был всего лишь туровым участником. Впоследствии он стал основным участником.

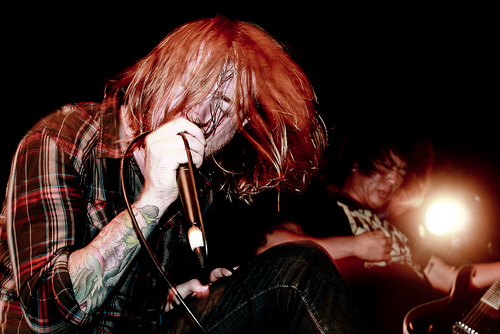
Выступление группы в 2008 году. На заднем плане можно увидеть их нового гитариста — Дейва Крисла.

В феврале 2009 группа выпустила клип на песню Madman. Процесс съемки клипа можно увидеть на их YouTube канале.

### Attack Of The Wolf King, смена состава, первый распад (2010—2011)
В 2009 из группы ушли двое участников, а именно братья Чалки. На смену им пришли Джузепе Каполупо (барабаны), и Дейв Крисл (гитара). Таким образом выходит, что только басист Майк Мёрфи остался единственным оригинальным участником группы (который играл до самого распада в ней и после)
В начале 2010 группа начала запись своего нового альбома — Attack Of The Wolf King. 29 июня 2010 альбом вышел в свет.
22 ноября 2010 группа объявила о своём распаде. Прощальный тур по США проходил с 28 января по 10 марта 2011 года.
.

## Дискография
| Дата появления  | Название                    | Лейбл               | US Billboard Peak | Продажи (США) |
| 12 октября 2002 | That They May Know You (EP) | -                   | -                 | 5,000+        |
| 9 марта 2004    | Burning Bridges             | Solid State Records | -                 | 48,000+       |
| 28 июня 2005    | When Everything Falls       | Solid State Records | #175              | 67,000+       |
| 20 марта 2007   | Pressure The Hinges         | Solid State Records | #89               | 56,000+       |
| 1 октября 2008  | Dreamer                     | Solid State Records | #68               | 40,000+       |
| 29 июня 2010    | Attack Of The Wolf King     | Solid State Records | #74               |               |
| 19 мая 2015     | Coward                      | Solid State Records |                   |               |